# Lovoa

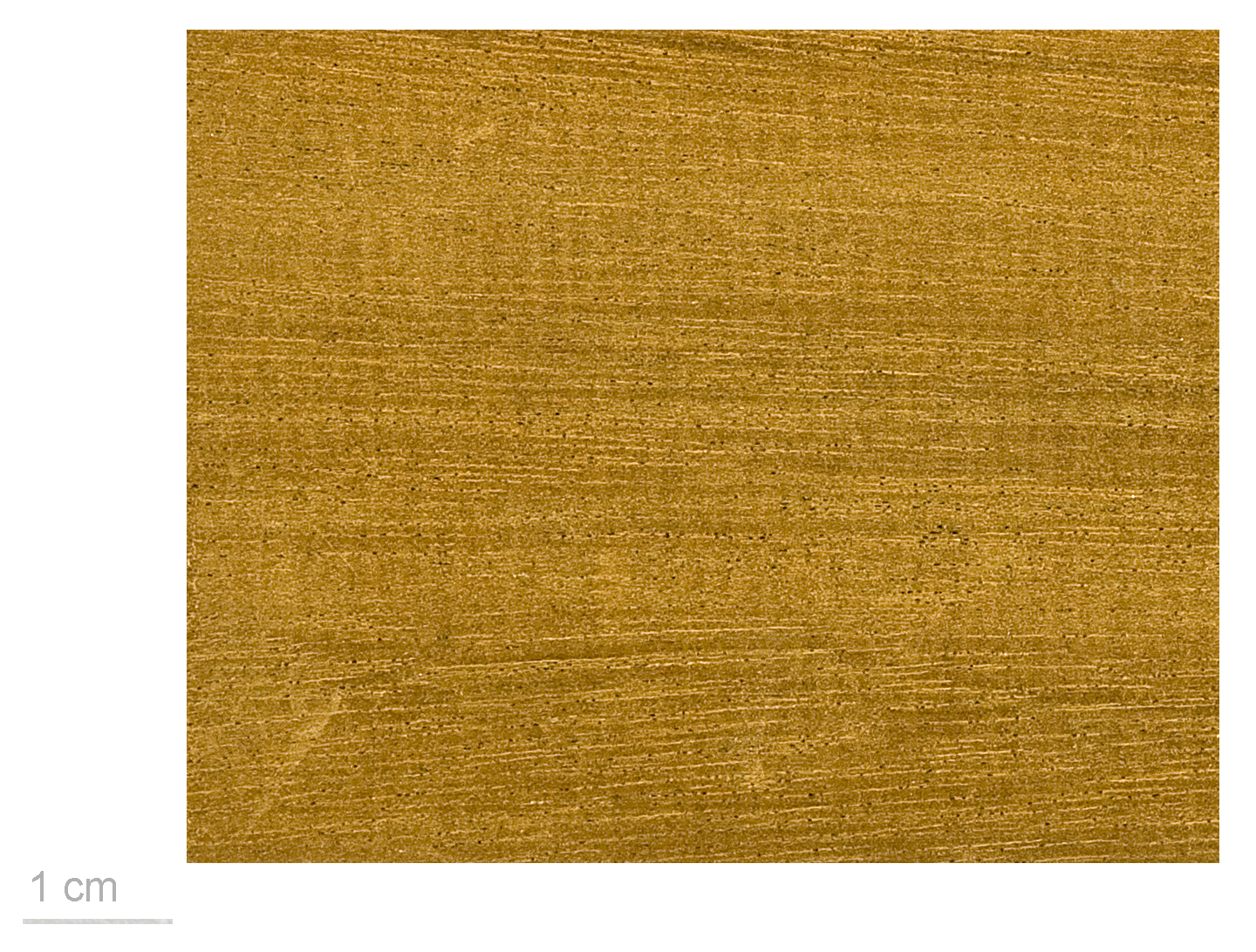
Lovoa trichilioides

Lovoa là chi thực vật thuộc họ Xoan.

## Các loài
The Plant List, công trình hợp tác của Vườn thực vật hoàng gia Kew và Vườn thực vật Missouri, công nhận 2 loài là:
- Lovoa trichilioides, Harms, 1896[1][2][3] DIBETOU - (AKA; Bibolo, Bombulu, Lifaki muindu, M’bero, N’vero, Eyan, African walnut, Dubini-biri, Mpengwa, Anamenila, Apopo, Sida, Wnaimei, Noyer d’afrique, Noyer du Gabon, Tigerwood, Congowood)
- Lovoa tomentosa A. Chev.[1][4]

Loài được Sách đỏ IUCN và IPNI ghi nhận, nhưng The Plant List lại coi là unresolved (chưa phân giải):
- Lovoa swynnertonii, Baker f., 1911[3][5][6]